# Hans Kunke
Hans Kunke (geboren am 12. Dezember 1906 in Biała; gestorben am 30. Oktober 1940 im KZ Buchenwald) war ein österreichischer Versicherungsbeamter und Widerstandskämpfer gegen das NS-Regime. Er wurde – ebenso wie seine Ehefrau Stefanie Kunke – verhaftet, deportiert und ermordet.

## Leben
Hans Kunke war der Sohn von Norbert Kunke (1871–1938) und Cäcilie Kunke, geb. Schiffer (1880–1942), auch Cilli oder Cilla genannt. Sein Vater wurde in Komorowitz geboren und war zuletzt Direktor des Versicherungsschutzes für österreichische Konsumvereine in Wien. Er wurde 1934 pensioniert. Hans hatte zwei ältere Schwestern: Alice (Lebensdaten unbekannt), die eine Theaterschule absolvierte und nach ihrer Heirat Kordaszewska hieß, und Herta Gertrude (1901–1942), eine Französisch-Lehrerin. Hans soll der musikalisch begabteste der drei Geschwister gewesen sein, soll über einen außergewöhnlich schönen Bariton verfügt und ausgezeichnet Klavier gespielt haben. Er interessierte sich sowohl für klassische als auch für zeitgenössische Musik. Auf Wunsch seines Vaters absolvierte er jedoch die Handelsakademie und wurde schließlich Versicherungsbeamter bei der Wiener Städtischen Versicherung.
Kunke engagierte sich in der Sozialistischen Arbeiter-Jugend (SAJ), wo er seine spätere Frau Stefanie Jelinek kennen lernte, die in Mauer von 1923 bis 1927 Obfrau der SAJ war. Er wurde rasch Funktionär und prägte zunächst die Ortsgruppe Mauer (1930–1932), dann die Bezirksorganisation Leasing, schließlich den Kreis Umgebung Wien. Mit Stefanie verband ihn nicht nur das politische Engagement, sondern auch die Liebe zur Musik. Sie hatte als junges Mädchen das Geigenspiel gelernt, und in einem Mandolinenorchester spielte sie Gitarre. Wenn sie Beethoven-Sonaten übte, wurde sie von Hans Kunke begleitete. Auch Stefanie soll musikalisch vorzüglich veranlagt gewesen sein, ihr größtes Talent lag aber im literarischen Feld. Von 1930 bis 1934 schrieb Kunke „Politische Revuen“, die ein großer Erfolg wurden. Zu bekannten Melodien wurden politische Texte verfasst, revolutionäre Gedichte wurden vertont. Die Nachfrage nach diesen Programmen war derart, dass die Ortsgruppe Mauer nicht mehr alle gewünschten Aufführungen in Niederösterreich bestreiten konnte. Es wurden Einstudierungen mit Mitgliedern anderer Ortsgruppen notwendig.
Nach den Februarkämpfen 1934 und dem Verbot aller sozialdemokratischen Organisationen durch die Dollfuß-Diktatur wurden Hans und Stefanie ins Zentralkomitee der Revolutionären Sozialistischen Jugend gewählt, am 28. September 1934 heirateten die beiden. Das Ehepaar bezog eine Wohnung im 7. Bezirk, Neubau, in der Zieglergasse 46. Ab 1931 arbeitete seine Frau als Junglehrerin drei verschiedenen Gemeindebezirken. Wegen Verbreitung sozialistischer Literatur wurde das junge Paar am 9. Jänner 1936 von der Staatspolizei festgenommen und am 8. Juli 1936 zu Kerkerstrafen verurteilt – Stefanie zu sieben Monaten, Hans zu 18 Monaten. Aufgrund des Amnestiegesetzes wurden die Eheleute jedoch freigelassen.
Zwei Monate nach dem „Anschluss“ Österreichs an das nationalsozialistische Deutsche Reich, am 20. Mai 1938, wurde das Ehepaar wegen seiner Arbeit für die Revolutionären Sozialisten neuerlich inhaftiert und ohne Gerichtsurteil in Konzentrationslager eingewiesen. Stefanie Kunke kam vorerst in das Polizeigefängnis Rossauer Lände, im Juli 1938 für knapp ein Jahr ins Frauenkonzentrationslager Lichtenburg in Thüringen und ab Mai 1939 für mehr als drei Jahre im Frauenkonzentrationslager Ravensbrück.
Hans Kunke kam von Wien am 17. Juni 1938 ins KZ Dachau und von dort ins KZ Buchenwald. „Nach Berichten von Augenzeugen wurde er dort sehr gequält. Er musste Steine schleppen und konnte nicht mehr, er war physisch dazu nicht mehr in der Lage.“ Er soll am 30. oder 31. Oktober 1940 Richtung Stacheldraht gelaufen sein, wissend, dass die SS auf jeden Häftling schießt, der in diese Richtung läuft. Hans Kunke wurde erschossen, eingeäschert und seine Urne wurde im Familiengrab auf dem Hietzinger Friedhof (Gruppe 28, Nummer 15) beigesetzt. 
Im Frühjahr 1942 wurde Stefanie Kunke ins KZ Auschwitz deportiert. Über ihre Todesursache gibt es divergierende Angaben, sie lauten von Typhus bis zu Tod durch Erschlagen. Sie wurde in Auschwitz eingeäschert und die Asche ihrer Tante gegen Gebühr ausgefolgt. Ihre Urne wurde am 30. März 1943 neben der ihres Mannes beigesetzt.

## Gedenken

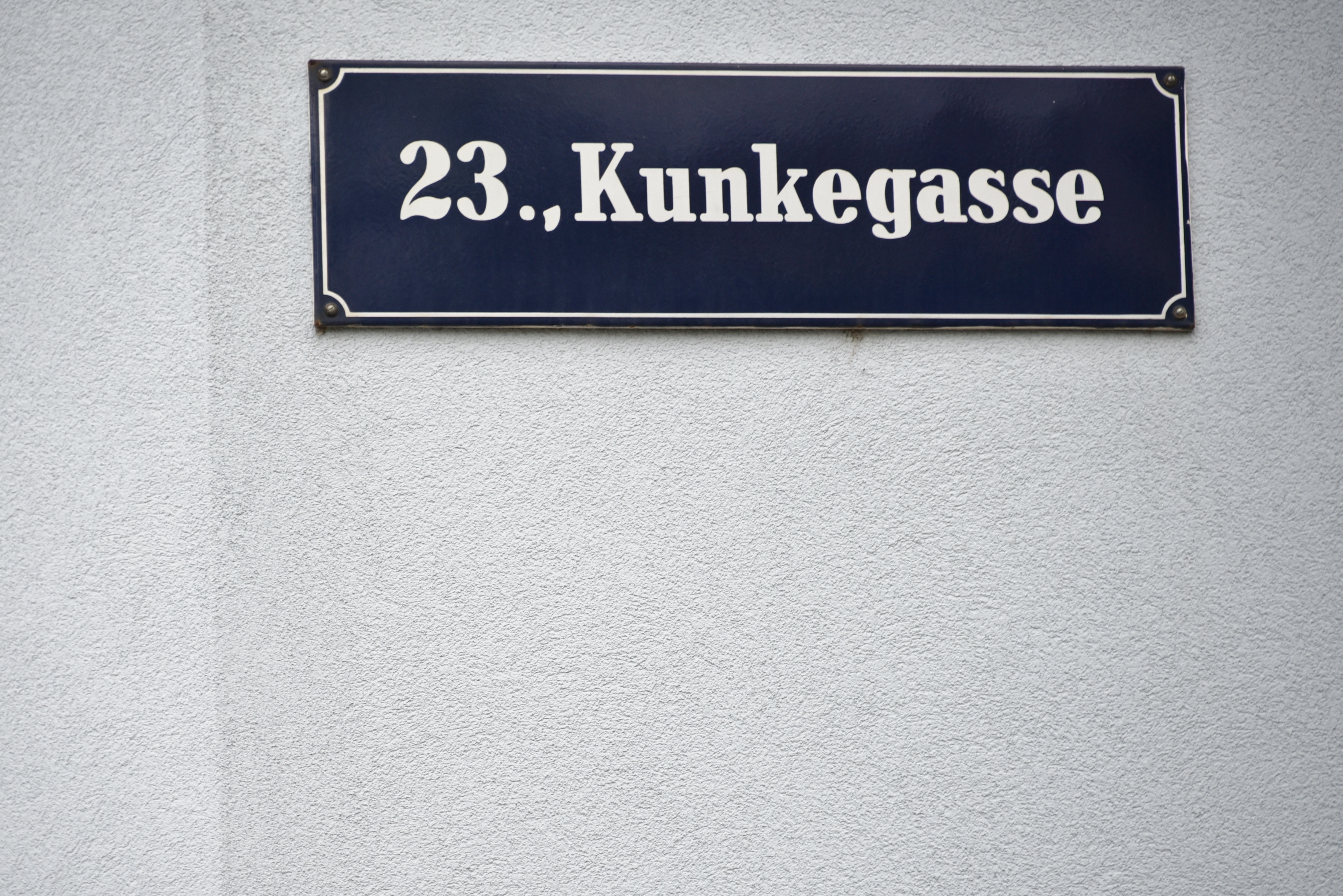

Ein Gedenkstein und eine nach ihm und seiner Frau benannte Straße, die Kunkegasse im 23. Bezirk, Liesing, Bezirksteil Mauer, erinnern an den Widerstandskämpfer gegen das NS-Regime:
- Am 19. Mai 1954 wurde die Mackgasse, eine Seitengasse der Maurer Langen Gasse, in der Stefanie Kunke aufgewachsen ist, durch Beschluss des Gemeinderatsausschusses für Kultur nach Hans und Stefanie Kunke umbenannt.[4][5]
- Vor dem Haus Kroisberggasse 8 wurden von der Initiative Steine der Erinnerung in Liesing ein Gedenkstein verlegt, für Hans, seine Mutter Cäcilie und seine Schwester Herta Gertrude Kunke. Für seine Frau wurde vor deren früherem Wohnsitz in der Maurer Langen Gasse 47 ebenfalls ein Gedenkstein verlegt. Kunkes  Name und der von vier seiner Angehörigen finden sich auch in der Liste Liesinger Opfer des Nationalsozialismus 1938–1945.[6]

Das Grab von Hans und Stefanie Kunke auf dem Hietzinger Friedhof wurde zu einem Ehrengrab umgewidmet.